# Jacinto Villalba
Jacinto Villalba fou un futbolista paraguaià.

## Selecció del Paraguai
Va formar part de l'equip paraguaià a la Copa del Món de 1930. Durant la guerra civil fou jugador del FC Barcelona.